# 小沢尚美
小沢 尚美（おざわ なおみ、1973年6月14日 - ）は、日本のフリーアナウンサー。オールウェーブ・アソシエツ所属。

## 来歴
東京都町田市出身。白百合女子大学卒業。
テレビ山梨 (UTY) のアナウンサーを務めた後、同局を退社。
以後は、フリーで活動しながらラジオ日本 (RF) のニュースアナウンサーも務めている。また、アナウンサーを志す学生向け講座の講師を務めたりと、後進の育成にも携わっている。

## 担当番組

### テレビ番組
- UTY夕焼け情報局（テレビ山梨）
- UTYニュース（テレビ山梨）
- UTYテレビナビゲーション（テレビ山梨）
- TVSニュース（テレビ埼玉） - キャスター[6]
- JNNモーニング（JNNニュースバード/BS-i） - 定時ニュースキャスター
- 特選名品館（TBS） - リポーター
- JNNニュースバード（TBSニュースバード） - キャスター
- 読売新聞ニュース（日テレG+） - キャスター
- デイリーニュース（JCNコアラ葛飾） - キャスター

### ラジオ番組
- とれたて！かぶスタ（ラジオNIKKEI） - キャスター
- アジアTODAY（ラジオNIKKEI） - キャスター
- マーケットBOX（ラジオNIKKEI） - 司会[6]
- ラジオ日本ニュース（ラジオ日本）[3]
- 神奈川県からのお知らせ（ラジオ日本）[3]